# Diocesi di Catarman
La diocesi di Catarman (in latino Dioecesis Catarmaniensis) è una sede della Chiesa cattolica nelle Filippine suffraganea dell'arcidiocesi di Palo. Nel 2023 contava 639.679 battezzati su 681.299 abitanti. È retta dal vescovo Nolly Camingue Buco.

## Territorio
La diocesi comprende la provincia filippina di Northern Samar sull'isola omonima.
Sede vescovile è la città di Catarman, dove si trova la cattedrale di Nostra Signora dell'Annunciazione.
Il territorio si estende su 3.693 km² ed è suddiviso in 32 parrocchie, raggruppate in 4 vicariati.

## Storia
La diocesi è stata eretta il 5 dicembre 1974 con la bolla Quae ampliores di papa Paolo VI, ricavandone il territorio dalle diocesi di Borongan e di Calbayog.
Originariamente suffraganea dell'arcidiocesi di Cebu, il 15 novembre 1982 è entrata a far parte della provincia ecclesiastica di Palo.

## Cronotassi dei vescovi
Si omettono i periodi di sede vacante non superiori ai 2 anni o non storicamente accertati.
- Angel Tec-i Hobayan † (12 dicembre 1974 - 10 marzo 2005 ritirato)
- Emmanuel Celeste Trance (10 marzo 2005 succeduto - 8 dicembre 2023 dimesso)
- Nolly Camingue Buco, dal 18 ottobre 2024[1]

## Statistiche
La diocesi nel 2023 su una popolazione di 681.299 persone contava 639.679 battezzati, corrispondenti al 93,9% del totale.
| anno | popolazione | popolazione | popolazione | presbiteri | presbiteri | presbiteri | presbiteri                | diaconi | religiosi | religiosi | parrocchie |
| anno | battezzati  | totale      | %           | numero     | secolari   | regolari   | battezzati per presbitero | diaconi | uomini    | donne     | parrocchie |
| ---- | ----------- | ----------- | ----------- | ---------- | ---------- | ---------- | ------------------------- | ------- | --------- | --------- | ---------- |
| 1980 | 357.000     | 371.000     | 96,2        | 29         | 27         | 2          | 12.310                    | 1       | 3         | 22        | 20         |
| 1990 | 364.020     | 468.357     | 77,7        | 29         | 29         |            | 12.552                    |         | 1         | 37        | 21         |
| 1999 | 377.374     | 383.141     | 98,5        | 37         | 36         | 1          | 10.199                    |         | 1         | 53        | 21         |
| 2000 | 377.374     | 383.141     | 98,5        | 39         | 38         | 1          | 9.676                     |         | 1         | 51        | 21         |
| 2001 | 365.967     | 500.639     | 73,1        | 40         | 39         | 1          | 9.149                     |         | 1         | 36        | 27         |
| 2002 | 365.967     | 500.639     | 73,1        | 39         | 37         | 2          | 9.383                     |         | 2         | 33        | 27         |
| 2003 | 365.967     | 500.639     | 73,1        | 41         | 40         | 1          | 8.926                     |         | 6         | 37        | 27         |
| 2004 | 365.967     | 500.639     | 73,1        | 41         | 39         | 2          | 8.926                     |         | 2         | 36        | 27         |
| 2006 | 380.000     | 520.000     | 73,1        | 46         | 45         | 1          | 8.260                     |         | 1         | 37        | 27         |
| 2013 | 459.000     | 627.000     | 73,2        | 55         | 53         | 2          | 8.345                     |         | 4         | 52        | 30         |
| 2016 | 484.000     | 661.000     | 73,2        | 50         | 46         | 4          | 9.680                     |         | 8         | 57        | 30         |
| 2019 | 507.860     | 693.570     | 73,2        | 49         | 46         | 3          | 10.364                    |         | 3         | 39        | 31         |
| 2021 | 621.435     | 662.450     | 93,8        | 51         | 51         |            | 12.185                    |         |           | 39        | 31         |
| 2023 | 639.679     | 681.299     | 93,9        | 58         | 53         | 5          | 11.028                    |         | 5         | 39        | 32         |